# Nefrotossicità
La nefrotossicità è la capacità di un composto chimico di causare danni strutturali e funzionali ai reni; può essere esercitata da farmaci (come effetto collaterale dell'assunzione degli stessi) o da sostanze chimiche indesiderate. Le sostanze di qualsiasi tipo in grado di produrre un danno renale sono dette nefrotossine.

## Tipi di nefrotossicità
I farmaci diuretici, betabloccanti o vasodilatatori possono risultare nefrotossici, così come gli ACE-inibitori, il tacrolimus e la ciclosporina.
Molte sostanze possono causare un danno diretto ai tubuli renali:
- alcune di esse possono danneggiare i tubuli contorti prossimali: è il caso, per esempio, degli antibiotici aminoglicosidati, come la gentamicina. Altre molecole citotossiche per il tubulo prossimale sono l'amfotericina B, alcuni mezzi di contrasto, il cisplatino, il mannitolo e alcuni tipi di immunoglobuline
- altre sostanze possono danneggiare i tubuli contorti distali: è il caso, per esempio, dei farmaci antinfiammatori non steroidei (i cosiddetti FANS), degli ACE-inibitori, della ciclosporina, dei sali di litio, dell'amfotericina B e della ciclofosfamide
- ulteriori sostanze possono causare l'ostruzione dei tubuli renali: è il caso, per esempio, dei sulfamidici, del metotrexato, dell'aciclovir, del glicole dietilenico e del triamterene

Alcune sostanze, inoltre, possono provocare una nefropatia tubulointerstiziale: è il caso degli antibiotici beta-lattamici, della vancomicina, della rifampicina, dei sulfamidici, della ciprofloxacina, dei FANS, della ranitidina, della cimetidina, della furosemide, dei diuretici tiazidici e della fenitoina.
Le forme croniche della nefropatia tubulointerstiziale possono derivare dall'assunzione di sali di litio o di ciclosporina.
Alcuni composti chimici possono provocare patologie a carico dei glomeruli renali: in particolare, l'eroina e l'acido pamidronico possono determinare una glomerulosclerosi segmentaria e focale; l'auroterapia può portare allo sviluppo di una glomerulonefrite membranosa; anche la penicillamina è tossica per i glomeruli renali.
Ci sono poi alcune sostanze che predispongono all'insorgenza del diabete insipido: è il caso, ad esempio, dei sali di litio, della demeclociclina, del foscarnet e dei fluoruri. L'amfotericina B può provocare un diabete insipido reversibile se la sostanza nefrotossica è stata assunta a basse dosi, irreversibile se tale sostanza è stata assunta in grande quantità.
Altre sostanze con una nefrotossicità generalizzata sono i sali di cadmio, l'uranio, il piombo e il mercurio. Anche l'acido aristolochico, presente in alcune erbe e in alcune piante, possiede una documentata nefrotossicità. Il rabarbaro può risultare nefrotossico in determinati soggetti, in maniera dunque idiosincratica. L'acido fumarico, usato come additivo alimentare, risulta nefrotossico se assunto ad alte dosi.

## Negli animali
Il giglio possiede un'elevata nefrotossicità nei gatti, determinando danni renali permanenti e, in alcuni casi, un'insufficienza renale acuta spesso fatale.

## Diagnosi
La nefrotossicità di una sostanza è deducibile dalla quantificazione della clearance della creatinina mediante esame del sangue: una diminuzione del valore indica una compromissione della funzionalità renale. Nella radiologia interventistica, i livelli di clearance della creatinina vengono sempre rilevati prima di un'operazione chirurgica.
Anche la concentrazione della creatinina nel plasma sanguigno è un parametro per valutare la funzionalità renale: i normali valori di creatinina sierica sono compresi tra 80 e 120 micromoli per litro di sangue.